# کوروس آتو
کوروس آتو (انگلیسی: Qoros) شرکت خودروسازی چینی است، که در سال ۲۰۰۷ تأسیس شد.